# Управління стратегічних служб
Управління стратегічних служб — служба розвідки США під час Другої світової війни. Під час війни Управління виконувало функції розвідки, є попередником Центрального розвідувального управління (англ. Central Intelligence Agency, CIA). УСС створили для координації дій шпигунів за лінією ворога для різних структур Збройних Сил США, пропаганди, вербування та повоєнного планування.

## Заснування
До створення УСС розвідка США ad hoc була підпорядкована різним департаментам виконавчої влади, в тому числі держдепартаменту, міністерству фінансів, міністерству Військово-морських Сил та Військового міністерства. Розвідка не мала конкретного напрямку дії, координації та контролю. Армія США та Військово-Морські Сили мали окремі дешифрувальні органи: Сигнальна служба розвідки та OP-20-G (попередня служба дешифрування держдепартаменту, МІ-8, якою керував Герберт Ярдлі, була розформованою держсекрктарем Генрі Стімсоном, який вважав недоречними її функції в дипломатії, бо «джентльмени не порпаються у пошті один одного».) ФБР відповідало за внутрішню безпеку та операції проти шпигунства.

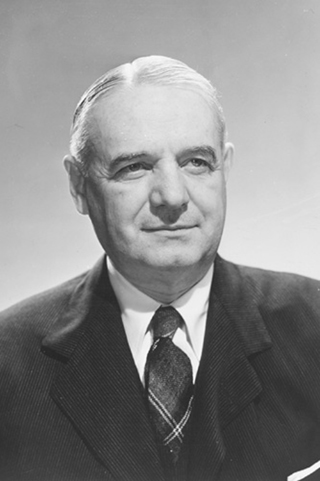
Вільям Джозеф Донаван, кавалер Медалі за заслуги

Президент Франклін Д. Рузвельт був стурбований недосконалістю служби розвідки США. За пропозицією Вільяма Стефенсона, старшого офіцера британської розвідки в західній півкулі, Рузвельт звернувся до Вільяма Дж. Донавана за планом проєкту служби розвідки побудованої за принципом Секретної служби розвідки Великої Британії та Відділу Спеціальних операцій. Завданням Донавана було оцінити глобальну військову перспективу з метою пропонов щодо потреб американської розвідки, бо США не мали централізованої служби розвідки. Після завершення роботи під назвою «Меморандум про створення Служби стратегічної інформації», полковника Донавана 11 липня 1941 року призначили на посаду «координатора інформдіяльності». Таким чином він очолив нову організацію, відому як Служба Інформконтролю. Після цього до розвитку служби підключили англійців; Донаван був відповідальним за неї, але не мав реальних повноважень, існуючі спецлужби США відносилися до цього якщо не вороже, то все ж скептично. Через кілька місяців після Перл Гарбору почалося формування УСС на базі спецслужб Британії. Перші агенти УСС проходили навчання в Британській службі координування в Канаді, доки навчальні бази не були створені в США під опікою БСК, які також навчали проведенню та організації спецоперацій. Братанці дали у користування свої навчальні бази в Європі, Африці, Далекому Сході та забезпечували американських агентів обладнанням, доки останні не налагодили самозабезпечення.
УСС було засновано Президентським військовим наказом президентом Рузвельтом 13 липня 1942 року, щоб збирати та аналізувати стратегічно важливу інформацію, необхідну Об'єднаному комітету начальників штабів США, та виконувати спецоперації, яких не здійснюють інші служби. Протягом ІІ СВ УСС надавала інформацію та оцінки держчинновникам, але ніколи не мала повноважень над усією зовнішньою розвідкою. ФБР залишалося відповідним за розвідку в Латинській Америці, а армія США та Військово-Морські сили мали та розвивали власні розвідувальні мережі.

## Діяльність

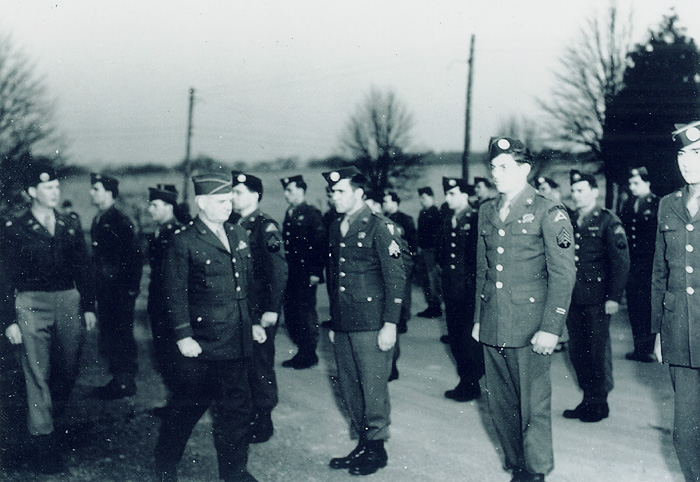
Генерал Вільям Дж. Донаван перевіряє членів оперативної групи в Бетезді, Меріленд, перед їх вильотом у Китай в 1945 році.

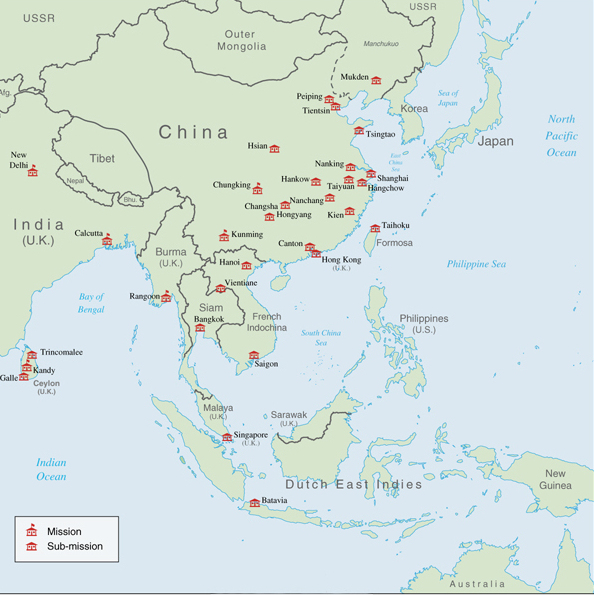
Бази та місії УСС в Східній Азії

Упродовж Другої світової війни УСС виконували численні завдання та місії, в тому числі по збору інформації шляхом шпигування, здійснюючи саботажі, військову пропаганду, організовуючи та координуючи антинацистські групи опору в Європі, проводячи військові навчання антияпонських партизанських рухів у Азії, та інше. На вершині своєї могутності в УСС працювало майже 24 000 осіб.
В 1943–1945 УСС відігравали ключову роль у навчанні загонів Ґоміньдану в Китаї та Кореї, вербували Кашинів, та інші місцеві нерегулярні сили для саботажів, а також як провідників для сил Альянсу в Бірмі під час протистояння Японії. Крім іншого УСС допомагала озброїти, підготувати за постачати рухи опору, в тому числі Червону Армію Мао Дзедуна в Китаї та В'єтміня у Французькому Індокитаї, на території окупованій Віссю під час ІІ СВ. Офіцер УСС Архімед Патті зіграв ключову роль в операціях УСС у французькому Індокитаї та часто контактував з Хо Чі Міном у 1945.
Двоє з двадцяти осіб, що брали участь в місії Діксі, були офіцерами УСС.
Одним з найбільших досягнень УСС під час ІІ СВ було проникнення оперативних працівників в лави нацистської партії Німеччини. УСС відповідало за підготовку німців та австрійців до завдань в Німеччині. Декотрі з цих агентів були висланими комуністами та членами соціалістичної партії, активістами трудового руху, антинацистами, в'язнями війни, та німецькими і єврейськими біженцями. УСС завербувало та підготувало одного з найважливіших шпигунів Другої світової — німецького дипломата Фріца Кольбе.

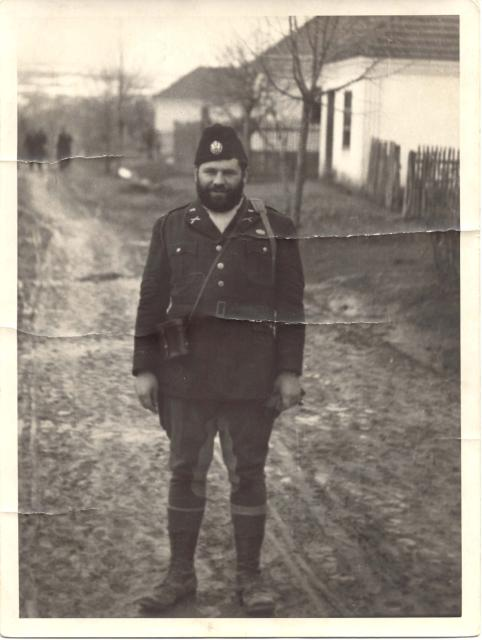
Лейтенант УСС Джордж Мусулін під час своєї першої місії на ворожій території, в окупованій Німеччиною Сербії, в лавах четників. Його другим завданням була місія Хал'ярд.

В 1943 Управління Стратегічних служб проводили операції в Стамбулі. Туреччина, як нейтральна країна протягом ІІ СВ, була місцем, де працювали розвідувальні мережі Альянсу та Осі. Залізничні дороги, що сполучали Центральну Азію з Європою, а також територіальна близькість до Балканського півострова, перетворили Туреччину на перехрестя світових служб розвідки. Метою УСС в Стамбулі під час операції, що називалася Проєкт Мережа-1, було проникнення та зменшення підривної діяльності ворога в колишніх Австро-Угорській та Османській імперіях.
Керівником операцій УСС в Стамбулі був банкір з Чикаго на ім'я Ланнінг «Пекі» Макфарланд, який працював під прикриттям банкіра американської лізингової програми. Макфарланд найняв Альфреда Шварца, чехословацького інженера та бізнесмена, який відомий під псевдо «Догвуд», і який остаточно сформував однойменний інформканал. Догвуд, в свою чергу, найняв особистого помічника Вальтера Арндта і влаштувався працівником в Стамбулі, в Західній електрокомпанії.Через Шварца та Арндта УСС проникали в антифашистські групи в Австрії, Угорщині та Німеччині. Шварц переконав румунських, болгарських, угорських та шведських дипломатів допомогти американській розвідці передавати інформацію на ці території та встановити контакти з елементами антагоністичними до нацистів та їх прибічників. Кур'єри та агенти запам'ятовували інформацію та передавали аналітичні звіти; не в змозі ефективно запам'ятати вони також записували інформацію на мікроплівку, яку ховали у взуття або олівці з порожностями. Таким чином інформація про нацистський режим потрапляла до Макфарланда та УСС-Стамбул, і, зрештою, у Вашингтон.
Хоча «мережа Догвуда» в УСС діставала багато інформації, британська розвідка сумнівалася в її надійності. Зрештою, до травня 1944 британська розвідка в співпраці з УСС, Каїром та Вашингтоном встановила, що мережа Догвуда була ненадійною та небезпечною. Передача інформації УСС усно могла дезорієнтувати сили Альянсу. Невдовзі мережа Шварца-Догвуда, найбільше знаряддя американської розвідки на окупованій території, була розформована.
УСС купили радянський зашифрований код та ключ до нього (або фінську інформацію про це) у емігрантів офіцерів Фінської армії наприкінці 1944 року. Держсекретар Едвард Стеттініус Мол висловив своє незадоволення цим, бо це було порушенням угоди Президента Рузвельта з Радянським Союзом про недоторканість радянського шифрувального трафіку в США. Генерал Донаван міг зробити копії документів перед тим як повернув їх у січні наступного року, але в Арлінгтон Холлі немає документального підтвердження їх отримання, а в ЦРУ та Агентстві національної безпеки (АНБ) немає вцілілих копій. Ключ дешифрування, фактично, був використаний під час операції Венома, коли була викрита широкомасштабна радянська шпигунська діяльність в Північній Америці.

## Зброя та спецпристрої

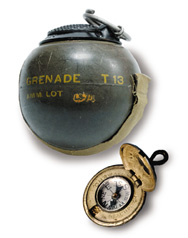
Граната Т13 Беано та компас схований у ґудзику, Музей ЦРУ

Розвідувальні та диверсійні операції УСС постійно вимагали спеціального обладнання. Після усвідомлення цього факту, генерал Донаван запросив експертів, організував обговорення, і врешті, створив лабораторію, яка стала ядром створеного пізніше підрозділу досліджень та розвитку. Хімік з Бостона Стенлі П. Ловелл став першим головою підрозділу, за це генерал Донаван жартома називав його «професором Моріарті».:101 У роки війни, підрозділ досліджень та розвитку УСС успішно використовував зброю та пристрої шпигування Альянсу, а також розробив власну лінію новітніх розвідприладів та гаджетів, у тому числі беззвукові пістолети, легковагові напівавтоматичні гвинтівки, «Беано» — гранати, що вибухали при дотику до чогось, вибухівку, що виглядала як шматки вугілля (Чорний Джо), або сумки з китайською мукою (Тітонька Джеміна), ацетонові запобіжники з часовою затримкою для мін-тарілок, компаси-ґудзики, гральні карти з прихованими картами, 16-мм фотокамера Кодак у вигляді сірникової коробки, отруйні таблетки, що не мали смаку (таблетки «К» та «Л»), цигарки з добавкою тетрагідроканнабінолу ацетату (екстракт індійської коноплі), щоб викликати некеровану балакучість, та інше. До того були розроблені новітні засоби зв'язку, такі як пристрої прослуховування, електроні маяки для знаходження місцерозташування агентів, «Джоан-Елеанор» — переносна радіосистема, що дозволяла оперативникам встановлювати безпечний зв'язок з літаком, що готувався до приземлення чи скидання вантажу. Підрозділ досліджень та розвитку УСС також друкував фальшиві німецькі та японські ідентифікаційні картки, різноманітні паспорти, продовольчі картки та фальшиві гроші.
28 серпня 1943 року Стенлі Ловелл робив презентацію перед недружньо налаштованими членами Об'єднаного комітету начальників штабів США, так як політверхівка США скептично ставилася до планів УСС щодо організації єдиної військової розвідки, і вже була готовою розділити УСС між Армією США та Військово-Морськими силами.:5–7 Пояснюючи завдання та цілі підрозділу та презентуючі різні пристрої та техніку, він, як кажуть, випадково вкинув у кошик для сміття «Хеді», пристрій, що викликає паніку, у формі феєрверка, що створює короткий верескливий шум за яким лунає оглушливий вибух. Презентація перервалася, бо усі вибігли. Насправді, «Хеді», названа так на честь зірки Голівуду Хеді Ламарр за вміння відштовхувати чоловіків, врятував життя декільком оперативникам УСС, що втрапили у пастку.:184–185
Не усі проєкти реалізовувалися, деякі ідеї були відверто нерозумними. Наприклад, ідея створення синтетичного патогенного козячого гною під час проєкту «Каприз» (1942), щоб поширити за допомогою мух серед німецьких військ сибірку, щоб попередити Іспанію від приєднання до Осі. Донаван не знав про цей проєкт через його граничну секретність, німецькі війська евакуювали, а проєкт зупинився.:150–151 Була ідея підмішувати у їжу Гітлера естроген, щоб позбавити його своєї візитівки — впізнаними усією Німеччиною вусів та баритону. Ще одним шедевром думки була ідея сховати капсуль з гірчичним газом у квітнику, щоб осліпити генералів нацистської Німеччини у Верховному командуванні.:149 Хоча зрештою Стенлі Ловелл робив усе щоб підвищити рівень розвідки під час ІІ СВ. Йому приписують слова: «Я розглядав будь-які проєкти, які могли б допомогти у війні, якими б незвичними чи нереальними вони не здавалися».
В 1939 молодий фізик Крістіан Дж. Ламбертсен створив пристрій збагачення оксигеном та продемонстрував його в УСС, після того від цього пристрою вже відмовилися ВМС США. УСС не лише викупило концепт, але й найняло Ламбертсена очолювати цілу програму та створити пірнальні костюми для організації. В його обов'язки входило навчання та розробка методів комбінування автономного пірнання та доставка вантажів під водою для УСС, використовуючи костюм-амфібію та «Оперативну плавальну групу». Зростання активності служби на морі, саботажна діяльність у воді в результаті спричинили до створення Морського відділу УСС.

## Розформування організації
Після перемоги в Європі в травні 1945, УСС концентрувалося на операціях в Японії. Через місяць по закінченні війни на Тихоокеанському театрі військових дій, 20 вересня 1945 року, президент Труман підписав наказ 9621, який вступив у дію 1 жовтня 1945. За ним після 20 вересня 1945 функції УСС розподіляються між Держдепартаментом та Військовим міністерством. В підпорядкування Держдепу перейшов відділ досліджень та аналізу УСС, який перейменували в Службу досліджень та розвідки Інтерім. Її очолив полковник Альфред МакКормак. Пізніше службу перейменували в Бюро розвіддіяльності та досліджень.
Військове міністерство отримало у свою юрисдикцію Таємну розвідку та антишпугунський відділ (Х-2), які розміщувалися в офісі, що був створений спеціально для них — Відділення стратегічних служб (ВСС). Секретар військового міністерства призначив бригад-генерала Джона Магрудера (колишній замдиректора Донавана по розвідці в УСС) переглянути ліквідацію УСС, та, що найважливіше, зберегти за УСС неофіційні можливості для розвіддіяльності.
В січні 1946 президент Труман створив Центральну розвідувальну групу (ЦРГ), що була прямим попередником ЦРУ. Усі завдання ВСС, що була діючим «ядром» підпільної розвідки, в середині 1946 перейшли до ЦРГ, що тепер називається Управлінням по спецопераціям (УСО). Згодом, Актом національної безпеки 1947 було сформовано першу розвідку США мирного часу, ЦРУ, яке перебрало функції УСС. Прямим спадкоємцем воєнізованих одиниць УСС стала дивізія спецоперацій ЦРУ.

## Відділення
| - Відділення УСС 101 в Бірмі - Відділення УСС 202 в Китаї - Відділення УСС 303 в Нью-Делі, Індія - Відділення УСС 404, прикріплене до Британського південно-східного командування в Азії, Цейлон - Відділення УСС 505 в Калькуті, Індія | Підрозділи Армії США прикріплені до УСС: - 2671-й Спецбатальйон розвідки - 2677-й полк УСС |